# Beroe Hill
Der Beroe Hill (englisch; bulgarisch хълм Берое chalm Beroe) ist ein über 400 m hoher Hügel auf der Livingston-Insel im Archipel der Südlichen Shetlandinseln. Er bildet 4,7 km nordnordöstlich des Rezen Knoll und 3 km nordwestlich des Hemus Peak den südwestlichen Ausläufer der Gleaner Heights.
Bulgarische Wissenschaftler kartierten ihn zwischen 2004 und 2005 im Zuge der Vermessungen der Tangra Mountains. Die bulgarische Kommission für Antarktische Geographische Namen benannte ihn 2005 nach der thrakischen Stadt Beroe, die heute im Stadtgebiet von Stara Sagora im Zentrum Bulgariens liegt.